# Maserati 222 E
Der Maserati 222 E und seine Weiterentwicklungen 222 SE und 222 SR sind zweitürige Stufenheckcoupés des italienischen Automobilherstellers Maserati, die von 1988 bis 1993 hergestellt wurden. Sie gehören zur sogenannten Biturbo-Familie. Der 222 E war die Exportversion des ebenfalls 1988 vorgestellten Coupés 222 und löste als solche den Biturbo iE ab. Er hatte einen größeren Motor: Maserati kombinierte die Karosserie des 222 mit dem Sechszylindermotor des größeren Coupés 228. Die SE- und SR-Modelle waren technisch gleich, hatten aber eine abweichende Aufmachung.

## Entstehungsgeschichte
Mit dem 1981 vorgestellten Maserati Biturbo wollte der argentinische Unternehmer Alejandro De Tomaso, seit 1975 Eigentümer des Unternehmens, den traditionsreichen Sportwagenhersteller im Bereich der Serienproduzenten etablieren. Bis dahin hatte unter anderem die italienische Steuergesetzgebung einer größeren Verbreitung der Maserati-Modelle entgegengestanden, die Automobile mit einem Hubraum von 2000 cm³ und mehr mit einer Umsatzsteuer von 38 Prozent belegte, während Fahrzeuge mit geringerem Hubraum lediglich mit 19 Prozent besteuert wurden. Mit dem Biturbo umging Maserati dieses Problem, indem das Auto einen knapp 2,0 Liter großen Sechszylindermotor erhielt, der zur Leistungssteigerung mit zwei Turboladern ausgestattet war. In der Ursprungsversion leistete dieser Motor 132 kW (180 PS). Der Biturbo wurde weitgehend automatisiert gefertigt und konnte preiswerter angeboten werden als die bisherigen Maserati-Modelle. Er eröffnete dem Unternehmen neue Kundenkreise: Ab 1982 erreichte Maserati regelmäßig jährlich vierstellige Produktionszahlen. Aus dem ursprünglichen Biturbo entwickelte das Unternehmen eine Reihe weiterer Modelle, darunter die Sportversion S. Für die Märkte außerhalb Italiens, in denen Fahrzeuge mit größerem Hubraum weniger hoch besteuert wurden, entwickelte Maserati eine Exportversion mit einer 2,5 Liter großen Variante des Sechszylindermotors. Sie war nicht leistungsstärker als die italienische 2,0-Liter-Version, hatte aber ein höheres Drehmoment und war besser fahrbar. Die Exportversion hieß Biturbo E. Sie machte alle Entwicklungsschritte des kleineren Motors mit, unter anderem auch die Einführung einer Benzineinspritzung im Jahr 1986, woraufhin die Exportversion die Bezeichnung Biturbo iE erhielt.
Speziell in den ersten Jahren litt der Biturbo, der bei seiner Markteinführung unausgereift gewesen war, unter zahlreichen, teilweise schwerwiegenden Mängeln, die den Ruf des Autos beeinträchtigten. Als Maserati für das Modelljahr 1988 geringfügige stilistische Änderungen vornahm, entschied sich das Unternehmen, für alle künftigen Modelle den Namen Biturbo entfallen zu lassen. Der Nachfolger des Biturbo i erhielt als Bezeichnung den Zahlencode 222, dessen Bedeutung nicht zweifelsfrei geklärt ist. Die Exportversion, die wiederum einen größeren Motor erhielt, übernahm diesen Code und erhielt den Zusatz „E“.

## Positionierung im Programm der Marke
Der 222 E übernahm mit seiner Einführung die Rolle des Basismodells in Maseratis Exportprogramm. Anders als bei der ersten Baureihe des Biturbo, bot Maserati zunächst keine stärkeren Versionen für den Export an. Einen direkten Nachfolger des Biturbo ES gab es also ab 1988 nicht mehr. Das änderte sich erst 1991. In diesem Jahr erschien eine leistungsstärkere Version des Exportmodells mit einem Vierventilmotor, die als 222 4v verkauft wurde. Hinzu kamen die Modelle 222 SE und 222 SR. Sie hatten die sportliche Karosserie des 222 4v und den herkömmlichen Dreiventil-Motor des 222 E.
Von Beginn an konnte der 222 E wahlweise mit einem Fahrzeugkatalysator ausgerüstet werden. Die Produktion des 222 E ohne Katalysator endete 1990. Die Version mit Katalysator blieb ebenso wie der 222 SR bis 1993 im Programm. 
Das viertürige Gegenstück zum 222 E wurde auf internationalen Märkten unter der Bezeichnung Maserati 430 verkauft.

## Modellbeschreibung

### Karosserie

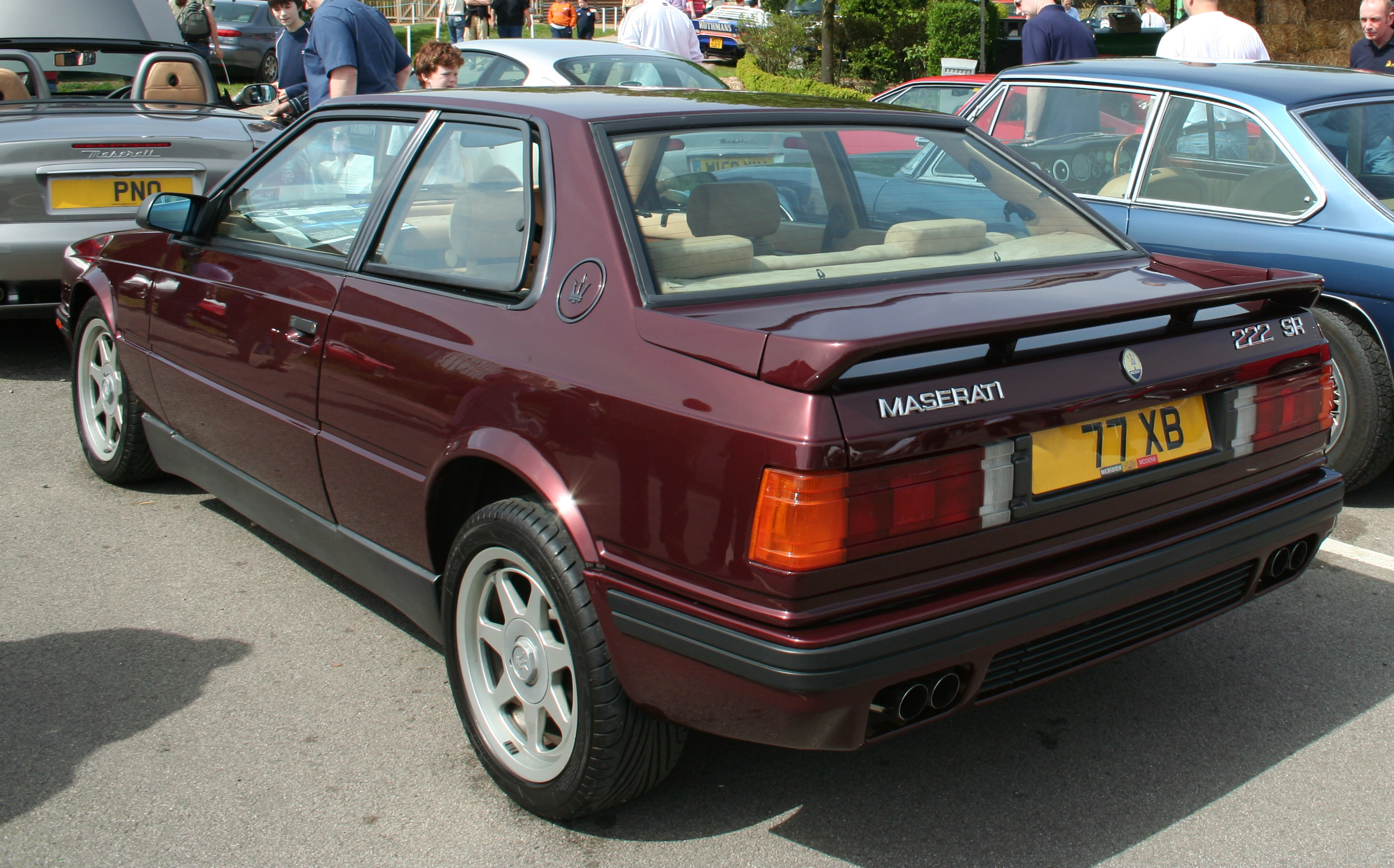
Serienmäßig mit Flügel auf der Heckklappe: Maserati 222 E, SE und SR

Die Karosserie des Maserati 222 E entsprach vollständig der der Basisversion 222. Sie war selbsttragend und griff die Linien des 1981 vorgestellten Biturbo-Coupés auf, das Pierangelo Andreani unter Bezugnahme auf ein Medici genanntes Konzeptfahrzeug von Giorgio Giugiaro entworfen hatte. Der Aufbau war lediglich in einigen Details überarbeitet worden. Wie beim regulären 222 war die Frontpartie nun etwas runder gestaltet, und die Kühlermaske war kleiner als beim Vorgänger. Auf dem Kofferraumdeckel befand sich serienmäßig ein Heckflügel. Die Modifikationen gingen auf Marcello Gandini zurück. In seiner ersten Version war der Motor noch mit einem Registervergaser ausgestattet gewesen; ab Herbst 1986 gehörte aber eine Benzineinspritzung zur Serienausstattung.

### Motor

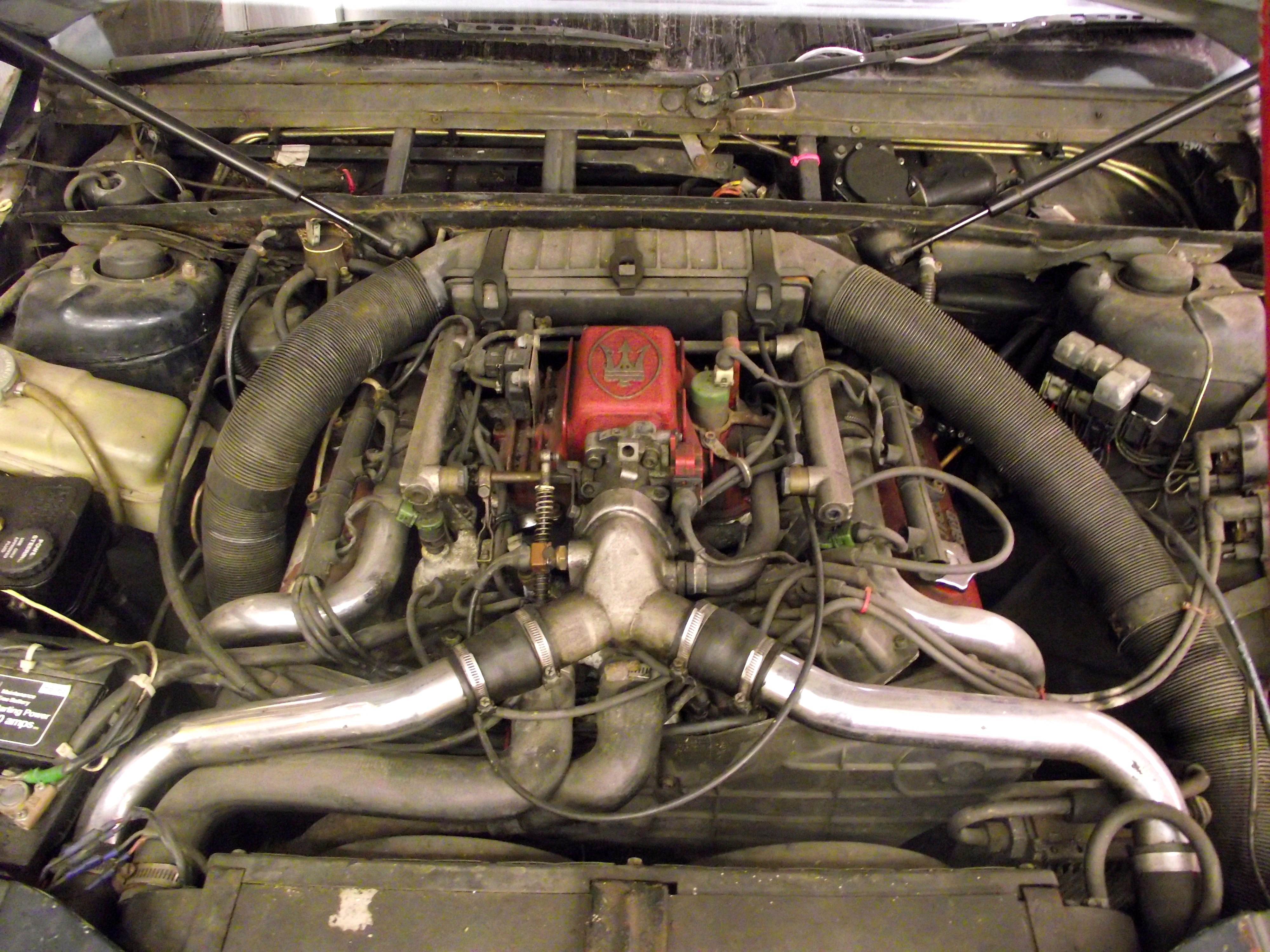
Maseratis 2,8-Liter-Sechszylindermotor

Die besondere Neuerung des 222 E war der Motor, der die werksinterne Bezeichnung Tipo AM 473 trug. Während die bisherigen Exportversionen des Biturbo mit der 2,5 Liter große Version des Sechszylinder-V-Motors versehen waren, hatte der 222 E nun einen auf 2,8 Liter vergrößerten Motor. Diese Konstruktion war 1986 erschienen. Seinerzeit war sie exklusiv im großen Gran Turismo 228 eingesetzt worden, einem Zweitürer, der auf der verlängerten Plattform der Biturbo-Limousinen beruhte und mit dem Maserati mit BMW und Daimler-Benz konkurrieren wollte, die ebenfalls Coupés in diesem Segment anboten, etwa die 6er-Serie von BMW (E 24) und die Coupés von Mercedes.
Für den 222 E übernahm Maserati den Einspritzmotor des 228 unverändert. Es war ein Sechszylinder-V-Motor mit einem Zylinderbankwinkel von 90 Grad. Der Hubraum betrug 2789 cm³ (Bohrung × Hub = 94 × 67 mm). Wie schon die 2,0 Liter große Basisversion, hatte auch der 2,8-Liter-Motor drei Ventile pro Zylinder, und zwar zwei Auslassventile und ein Einlassventil. Jede Zylinderreihe hatte eine obenliegende Nockenwelle, die von einem gemeinsamen Zahnriemen angetrieben wurde. Vierventiltechnik gab es zunächst nicht. Ein neu konstruierter Zylinderkopf mit vier Ventilen erschien erst 1991 mit dem Modell 222 4v. Der Motor hatte zwei Turbolader von IHI, die mit einer  Ladeluftkühlung versehen waren. Das Verdichtungsverhältnis betrug 7,8:1. Das Gemisch bereitete eine elektronisch gesteuerte Einspritzanlage von Magneti Marelli auf. Der Motor leistete maximal 182 kW (248 PS). Der 222 E übertraf den mit einem 2,0-Liter-Motor ausgestatteten, in Italien verkauften 222 damit um 21 kW (28 PS). Bei Modellen, die mit einem Katalysator ausgestattet waren, lag die Leistung dagegen mit 165 kW (225 PS) annähernd auf dem Niveau des 222.

### Fahrwerk
Das Fahrwerk des 222 entsprach in seiner Grundkonstruktion ebenfalls dem des ursprünglichen Biturbo. Alle Räder waren einzeln aufgehängt. Vorn gab es MacPherson-Federbeine und Querlenker, hinten eine Schräglenkerachse mit Schraubenfedern und Teleskopstoßdämpfer. 

## Sonderversionen

### Maserati 222 SE
Der Maserati 222 SE erschien zum Modelljahr 1990. Er knüpfte äußerlich an den Maserati 2.24 v an, der 1988 erschienen war und von einer leistungsstärkeren Vierventilversion des 2,0-Liter-Motors angetrieben wurde. Technisch behielt der 222 SE allerdings den 2,8 Liter großen Dreiventilmotor des 222 E unverändert bei. Der 222 SE wurde nur ein Jahr lang angeboten.

### Maserati 222 SR

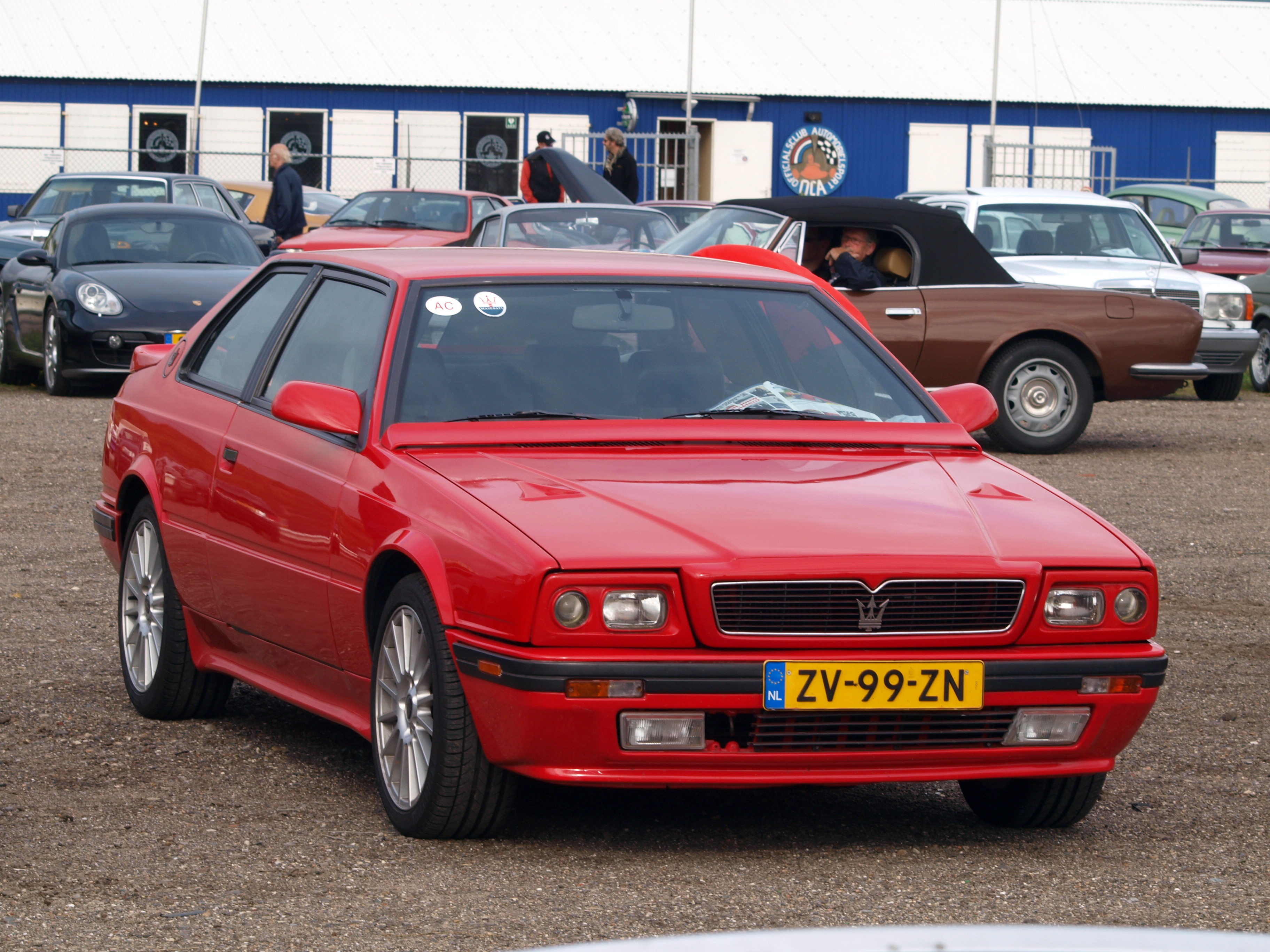
Maserati 222 SR (1991)

Zum Modelljahr 1991 ersetzte der 222 SR den 222 SE. Das Konzept blieb das gleiche: Maserati kombinierte die herkömmliche Antriebstechnik des 222 E, nunmehr serienmäßig mit Katalysator ausgerüstet und 165 kW (225 PS) stark, mit der sportlichen Karosserie der Vierventilmodelle. Der wesentliche Unterschied zum 222 SE bestand in der neu gestalteten Frontpartie. Der 222 SR hatte die gleichen Leuchteneinheiten wie der Maserati Shamal, also eine Kombination aus viereckigen und runden Scheinwerfern. Außerdem befand sich unterhalb der Windschutzscheibe über den Scheibenwischern ein Windabweiser. Auch dieses Gestaltungsmerkmal hatte Maserati beim Shamal eingeführt. Der 222 SR blieb bis 1993 im Programm. In zwei Jahren entstanden 210 Exemplare des Modells.